# Aplikační a vývojové laboratoře pokročilých mikrotechnologií a nanotechnologií
Aplikační a vývojové laboratoře pokročilých mikrotechnologií a nanotechnloií ÚPT (ALISI) jsou součást výzkumné struktury Ústavu přístrojové techniky AV ČR.
Jsou zaměřeny na výzkumné aktivity, které mají potenciál z hlediska přenosu výsledků výzkumu do praxe.
Vybudování laboratoří je předmětem projektu ALISI spolufinancovaného v letech 2010–2013 z prostředků Operačního programu Výzkum a vývoj pro inovace (OP VaVpI).

## Projekt
ALISI je projekt, jehož přípravu a realizaci zajišťuje Ústav přístrojové techniky AV ČR, v. v. i. Cílem projektu je v letech 2010 – 2013 vybudovat a zahájit provoz moderně vybaveného regionálního centra výzkumu a vývoje dosahujícího aplikovatelných výsledků výzkumu a vývoje a přiblížit tak technologickou úroveň zdejšího výzkumu a vývoje v řešených oblastech světové elitě. Finančně byla realizace projektu podpořena z Operačního programu Výzkum a vývoj pro inovace (oblast podpory 2.1 Regionální VaV centra) dotací v celkové výši 432 941 962 Kč.

## Laboratoře
Laboratoře ALISI jsou součástí areálu i organizační struktury Ústavu přístrojové techniky AV ČR, v. v. i. Jejich budování a výzkumné aktivity začaly v roce 2010, plně v provozu budou v roce 2013.
Odborné zaměření laboratoří vychází z tradice ústavu, který již více než 50 let s úspěchem rozvíjí diagnostické metody a technologické postupy v oblastech
elektronové mikroskopie, nukleární magnetické rezonance,
zpracování biosignálů, speciálních technologií a metrologie.
Z odborného hlediska jsou laboratoře ALISI organizovány do dvou výzkumných programů:
- aplikované diagnostické metody
- pokročilé technologie

## Výzkumné programy
Všechny výzkumné aktivity mají vysoký potenciál z hlediska přenosu výsledků výzkumu do praxe.
Významnou součástí života laboratoří je proto úzká spolupráce s aplikačními partnery z řad průmyslových firem, zdravotnických zařízení a ostatních výzkumných organizací.
Důležitou součástí činností laboratoří je i spolupráce s vysokými školami a podíl na vzdělávacích činnostech a výchově budoucích výzkumných pracovníků.

### Aplikované diagnostické metody
Program spojuje výzkum v oblastech:
- elektronová mikroskopie
- rentgenová spektroskopie
- magnetická rezonanční spektroskopie a tomografie
- nanometrologie
- optická konfokální mikroskopie
- laserová spektroskopie

a měření a zpracování signálů v medicíně.

### Pokročilé technologie
Program spojuje výzkum v oblastech:
- elektronová litografie
- vytváření nanovrstev magnetronovým naprašováním
- optické mikromanipulační techniky pro bezkontaktní manipulace s nanoobjekty a mikroobjekty
- vakuové a kryogenní techniky,
- svařování těžce spojitelných materiálů elektronovým a laserovým paprskem
- technologie kyvet s ultračistými plyny